# María Rivas
María Rivas (ur. 26 stycznia 1960 w Caracas, zm. 19 września 2019 w Miami) – wenezuelska piosenkarka, specjalizująca się przede wszystkim w muzyce latynoamerykańskiej i jazzie.

## Życiorys
Urodziła się 26 stycznia 1960 roku w Caracas w Wenezueli, jej matka jest Hiszpanką, z ojciec Wenezuelczykiem, Rivas stopniowo rozwijała swoje umiejętności głosowe jako hobby, absorbując różnorodne wpływy współczesnych muzyków z Wenezueli i Ameryki Łacińskiej. Następnie zaczęła profesjonalnie śpiewać w lokalnych klubach nocnych od 1983 roku, ale wkrótce przeniosła się na Arubę, gdzie przez 2 i pół roku występowała w nocnym show jazzowym o nazwie Sentimental Journey Through Jazz, w dużej w stylu Elli Fitzgerald i innych znaczących div.
Rivas stała się wiodącym głosem w ruchu ekologicznym regionu, a jej muzyczne przesłanie jako kompozytorki często miało podtekst ekologiczny.
W 2005 roku Rivas powróciła na Arubę, aby wziąć udział w programie „Good Save The Queen”, będącym hołdem dla zespołu rockowego Queen. Od 2006 roku Rivas spędzała 4 miesiące każdego roku w Tokio, gdzie spotkała się z uznaniem za występy brazylijskiego i latynoskiego jazzu, wraz z Classic American Jazz, dzieląc scenę z Indigo Trio, lokalnym zespołem jazzowym z Roppongi w Japonii.
Rivas nagrał jedenaście albumów jako solistka. Jej najnowsza płyta, MOTIVOS, została wydana w 2018 roku i nominowana do Latin Grammy w ramach 19. dorocznych Latin Grammy Awards. Występowała na żywo w Kolumbii, Brazylii, Austrii, Holandii, Włoszech, Szwajcarii, Francji, Niemczech, Portugalii, Panamie, Portoryko, Hiszpanii, Wielkiej Brytanii, Republice Dominikańskiej i Stanach Zjednoczonych.
W 2008 roku Rivas obchodziła 25 rocznicę swojej kariery, organizując specjalne koncerty poświęcone ukochanemu Maestro Aldemaro Romero, który zmarł w 2007 roku w wieku 79 lat, prezentując muzykę i aranżacje Romero. W latach 2012–2013 Rivas świętowała 30-lecie pracy jako wokalistka, kompozytorka i autorka nagrań, ze specjalnymi koncertami w całej Wenezueli i Stanach Zjednoczonych.
Zmarła 19 września 2019 roku w wieku 59 lat.

## Dyskografia
- Primogénito (1990)
- Manduco (1992)
- Mapalé (1994)
- Muaré (1996)
- Café Negrito (1999)
- En Concierto: Maria Rivas y Aldemaro Romero (2003)
- Aquador (2005)
- María Rivas: 18 Grandes Éxitos (2006)
- Pepiada Queen (2007)
- Live Lunch Break (2010)
- Motivos (2018)